# Rio de Janeiro Challenger 2 1985
Il Rio de Janeiro Challenger 2 1985 è stato un torneo di tennis facente parte della categoria ATP Challenger Series nell'ambito dell'ATP Challenger Series 1985. Il torneo si è giocato a Rio de Janeiro in Brasile dal 2 all'8 dicembre 1985 su campi in terra rossa.

## Vincitori

### Singolare
Víctor Pecci ha battuto in finale  César Kist con il punteggio di 6–2, 6–7, 6–3

### Doppio
Carlos Di Laura /  Emilio Sánchez hanno battuto in finale  Gustavo Guerrero /  Gustavo Tiberti con il punteggio di 4–6, 6–4, 6–2